# Holzrahmenbau
Der Holzrahmenbau (auch Holzriegelbau oder Holzrippenbau) ist ein weitverbreitetes modernes Holzbausystem, insbesondere bei Wohngebäuden von geringer Höhe. Ein Holzrahmenbau, der aus vorgefertigten Wand- und Deckenelementen besteht, wird auch als Holztafelbau bezeichnet.

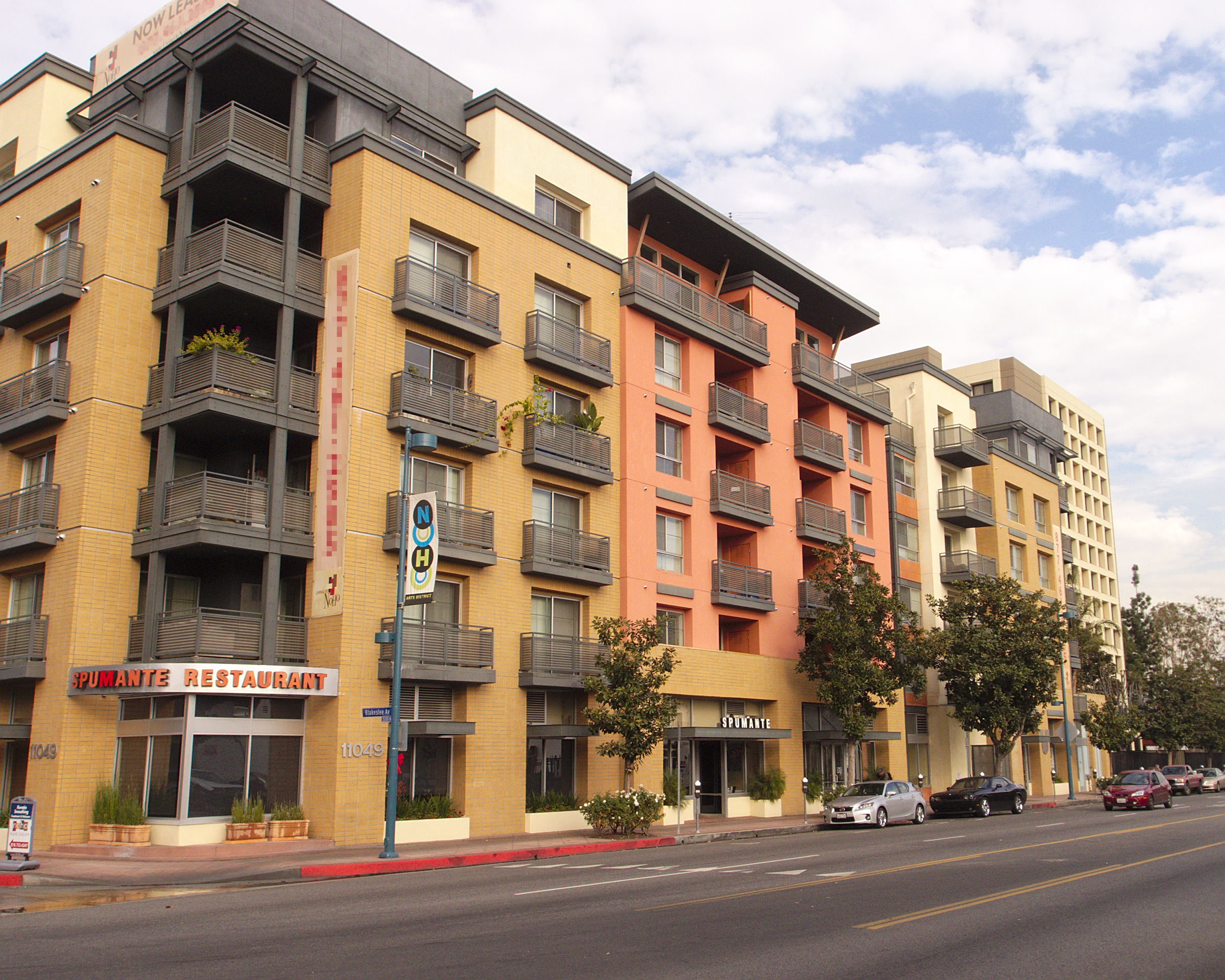
Im Wohnungsbau der Vereinigten Staaten werden oft bis fünf Etagen in Holzrahmenbau auf einem Beton-Erdgeschoss errichtet („5-over-1“)

Im Gegensatz zur Fachwerkbauweise oder sonstigen Holzskelettbauweisen wie bspw. der nordamerikanischen „Post and Beam“-Bauweise ist jede Wand durch einen umlaufenden Holzrahmen ein für sich eigenständiges Bauteil. Das Stabwerk aus senkrechten, im konstanten Abstand angeordneten Pfosten (auch als Rippen bezeichnet) und waagrechten Schwellen und Rähmen (aus mehreren Hölzer des gleichen Querschnitts) als oberen und unteren Wandabschluss wird meist durch eine Beplankung mit plattenförmigen Wandbaustoffen schubfest ausgesteift. Ursprünglich wurde die Aussteifung mit diagonal aufgebrachten Brettern oder mittels eingelassener Streben erreicht.
Ein weiteres typisches Merkmal der Holzrahmenbauweise ist die Verwendung von vorwiegend schlanken Konstruktionshölzern, die über genagelte (gelegentlich auch verschraubte), stumpfe Holzanschlüsse verbunden werden, anstelle der traditionellen zimmermannsmäßig verzapften oder verplatteten Holzverbindungen.
Anzutreffen ist diese Bauweise in Mittel- und Nordeuropa, insbesondere Skandinavien, hauptsächlich jedoch in Nordamerika. Dort ist der Holzrahmenbau mit Abstand die vorherrschende Bauweise bei Wohngebäuden, wobei diese heute, oft über einem Erdgeschoss aus Beton, bis zu fünf Geschossen hoch errichtet werden („5-over-1“).

## Geschichte
Der Holzrahmenbau ist eine Weiterentwicklung der Fachwerkbauweise, die Anfang des 19. Jahrhunderts in den Vereinigten Staaten von Amerika stattfand.
Im nordamerikanischen Holzrahmenbau wurden ursprünglich sägerauhe, zweizöllige Bohlen (50 mm) eingesetzt. Mittlerweile werden fast ausschließlich gehobelte, kammergetrocknete und festigkeitssortierte 11⁄2" (38 mm) starke Bohlen verwendet. Bezeichnet werden sie allerdings nach wie vor als zweizöllige Bohle.
Gefördert wurde diese Entwicklung durch das Aufkommen von Sägemühlen mit Dampfmaschinenantrieb. So war man nicht mehr in erster Linie auf einstielige Balken angewiesen, welche mit Breitbeil oder Dechsel aus Rundholz behauen wurden, sondern hatte leicht handhabbare und standardisierte Bohlen zur Verfügung. Eine weitere Voraussetzung für den Holzrahmenbau war die beginnende maschinelle Massenherstellung von Nägeln.
Im Vergleich zur althergebrachten Fachwerk- oder Blockbauweise wird weniger Holz benötigt. Die einfache Bauweise erfordert auch keine besondere handwerkliche Ausbildung. Transport und Lagerhaltung des standardisierten Baumaterials ist mit geringem Aufwand durchführbar. Die leichten Konstruktionshölzer erlauben einen schnellen Baufortschritt mit wenigen Arbeitskräften. Da auch die oft langen Frostperioden in Nordamerika den Baufortschritt nicht unterbrachen, entwickelte sich der Holzrahmenbau dort zur vorherrschenden Bauweise. Im Gegensatz zu den dicht bebauten Ortschaften Europas war die Brennbarkeit des Baumaterials bei der Errichtung von einzelstehenden Gebäuden mit Abstand zum Nachbarn kein allzu großer Nachteil.
In Mitteleuropa ist die Holzrahmenbauweise erst relativ spät mit dem Aufkommen von Fertighäusern in der Form der Holztafelbauweise entwickelt worden, fand aber bislang nicht die Verbreitung wie in Nordamerika. Eine der ersten Einsatzgebiete waren Baracken für temporäre Unterkünfte während der Industrialisierung und des Eisenbahnbaus. Parallel dazu hat sich der Holzrahmenbau auch als handwerkliche Bauweise etabliert.

## Bauweisen

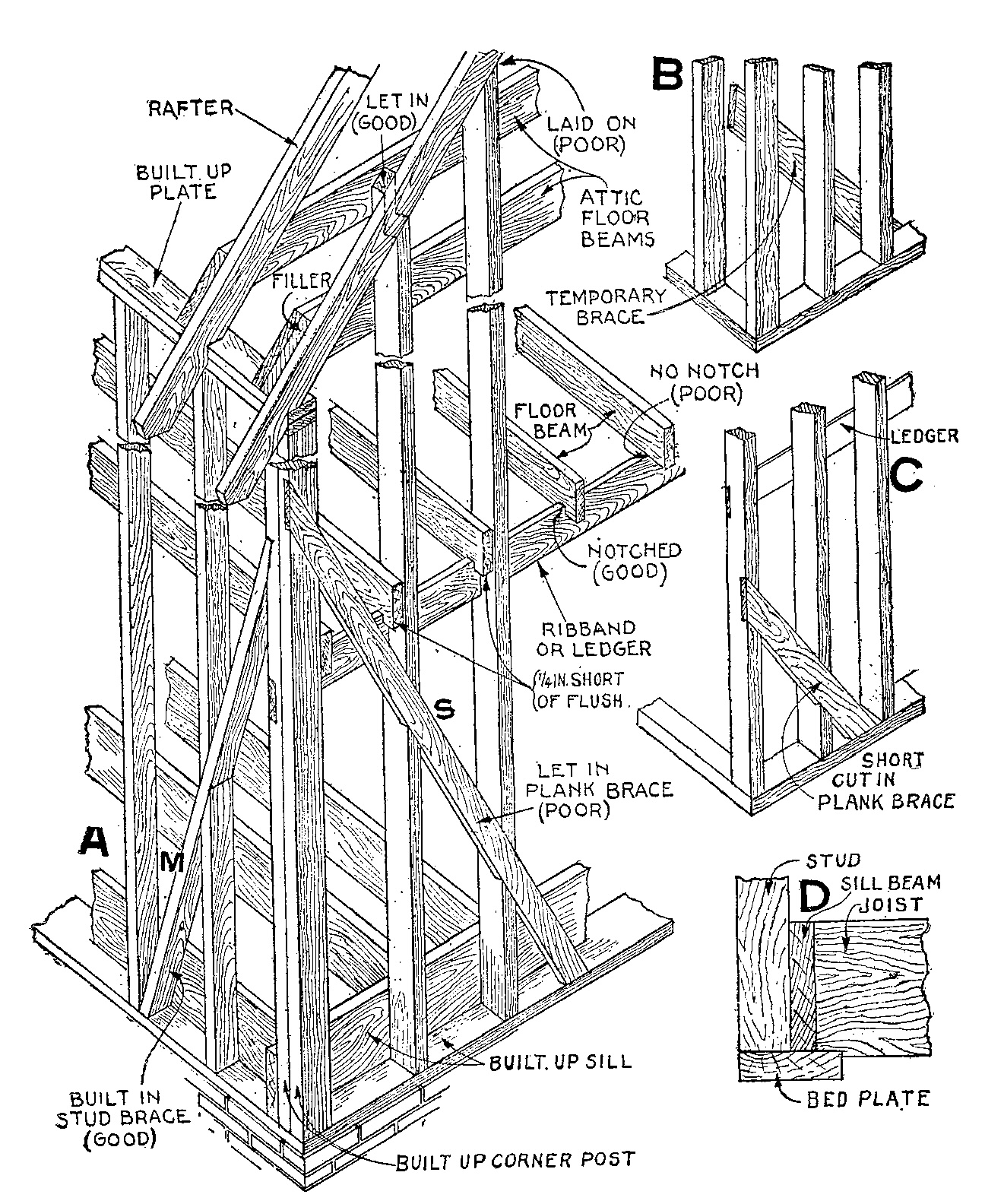
Balloon-frame-Prinzip

Bei allen Konstruktionsprinzipien kann die Fassadengestaltung frei gewählt werden. Putze auf Wärmedämmverbundsystemen, Mauerwerksvorsatzschalen, Außenbekleidungen aus Holz, Kunststoff oder mineralischen Platten sind nur einige Beispiele.
Balloon FramingDies war in den USA und Kanada die seit dem frühen 19. Jahrhundert verbreitete Holzrahmenbauweise, deren Hauptmerkmal über die Etagen durchgehende Wandpfosten sind, ähnlich wie bei der mittelalterlichen Ständerbauweise.
Als Auflage für die Balkenlage wird eine Holzbohle auf Deckenhöhe eingelassen, die Balkenlage aufgelegt und seitlich am Pfosten befestigt. Ursprünglich wurden die Außenwände entweder mit eingelassenen Streben ausgesteift oder außen mit Brettern diagonal beplankt. Die Außenwand innen, Innenwände und Deckenunterseiten wurden meist mit dünnen Holzleisten verschalt, welche als Putzträger für einen Gipsputz dienten. Mit dem Beginn der industriellen Fertigung von Gipskartonplatten in den USA ab 1910 und der Einführung plattenförmiger Holzwerkstoffe wurden dann diese noch rationeller zu verarbeitenden Wandbaustoffe eingesetzt. Diese Bauweise ist aber feuergefährlich und wurde durch das Platform Framing abgelöst.
Platform FramingEtwa seit Ende des Zweiten Weltkriegs kam in Nordamerika diese mittlerweile vorherrschende Bauweise auf, die in gewisser Hinsicht vergleichbar ist mit der spätmittelalterlichen Stockwerkbauweise.
Die Rohkonstruktion wird – im Gegensatz zum Balloon-Framing – etagenweise errichtet und jeweils mit einer Platform abgeschlossen, auf der dann die nächste Etage errichtet wird. Die hölzerne Tragkonstruktion der Wände, bestehend aus den Wandpfosten samt oberen und unteren Gurten, wird zunächst liegend auf der jeweiligen Etage vorgefertigt, dann aufgestellt und mittels eines zusätzlichen Obergurts miteinander verbunden. Außenseitig und auf der Geschossdecke werden Platten aus Sperrholz oder OSB aufgebracht, der Rest wird nach der Fertigstellung des Rohbaus mit Gipskartonplatten verschalt.
Sämtliche Details sind standardisiert und meist in baurechtlichen Vorschriften strikt geregelt. Für die Konstruktionshölzer werden 38 mm starke Bohlen mit nur wenigen Breiten- und Längenabstufungen verwendet. Bei der Balkenlage der Geschossdecken ersetzen zunehmend sogenannte I-Joists oder vorgefertigte Fachwerkträger die ansonsten hochkant eingebauten 38 mm Massivholzbohlen. Für die Dachkonstruktion werden in aller Regel vorgefertigte Nagelplattenbinder verwendet.
Das Rastermaß der senkrechten Tragkonstruktion liegt normalerweise bei 16 Inch (40,64 cm). Möglich sind auch 12 Inch (30,48 cm) oder 24 Inch (60,96 cm). Das ganzzahlige Vielfache des Rastermaßes ergibt immer die Breite der Bauplatten von 48 Zoll (121,92 cm). Das Rastermaß der Decken und der Dachkonstruktion kann unabhängig von dem der Wände sein.
Bauweise im deutschsprachigen RaumDie bei weitem vorherrschende Holzrahmenbauweise im deutschsprachigen Raum ist eine moderne Form der Stockwerkbauweise und vergleichbar mit dem aktuellen nordamerikanischen Platform Framing, wenn auch die Standardisierung wesentlich geringer ist, insbesondere im Bereich der Decken und des Dachstuhls. Im Gegensatz zum Platform Framing sind die Holzquerschnitte massiver und das Rastermaß größer. Dieses orientiert sich an der Plattengröße von 125 cm × 250 cm und liegt entweder bei 62,5 cm oder 83,3 cm. Insgesamt ist der Vorfertigungsgrad auch bei handwerklicher Herstellung meist hoch, so dass zur Holztafelbauweise des Fertighausbaus kaum mehr Unterschiede vorhanden sind.
Das Konstruktionsprinzip der althergebrachten Ständerbauweise kommt im modernen Holzrahmenbau kaum mehr zur Ausführung. Dennoch wird der Holzrahmenbau umgangssprachlich auch als Holzständerbauweise bezeichnet, einzelne Wände als Holzständerwand, analog zum Begriff Metallständerwand aus dem Trockenbau.

## Verwandte Bauweise mit kaltgeformten Stahlprofilen
Das Light Gauge Steel Framing (abgekürzt: LSF) ist eine aus dem nordamerikanischen Platform Framing abgeleitete Rahmenbauweise. Alle tragenden und nicht tragenden Holzprofile sind hier durch kaltgeformte Stahlprofile ersetzt, vergleichbar mit denen, welche auch im Trockenbau eingesetzt werden. Anstelle von Nägeln werden Blechschrauben oder Nieten verwendet. Dabei können die dünnwandigen, aus Stahlblech gefertigten Profile auch unmittelbar auf der Baustelle aus aufgewickelten Metallbändern kaltgeformt werden, um so den Verschnitt zu minimieren.